# تقنين (علم حاسوب)
التقنين في علم الحاسوب هو عملية تحويل البيانات التي تتمثل على أكثر من شكل إلى الشكل القياسي أو الطبيعي. ويمكن عمل هذا الشيء عبر مقارنة عدة أشكال متماثلة.
تسمى أيضا أحياناً بـ التوحيد القياسي أو المعايرة.
التقنين هي ترجمة مناسبة للكلمة الإنجليزية canonicalization وبسبب طول الترجمة فانهم يستخدمون لها الاختصار c14n (العدد 14 يمثل عدد الأحرف بين أول حرف واخره).

## حالات الاستخدام

### خوادم الويب
يستخدم التوافق في خوادم الويب لتقليل خطر تطبيق ملفات غير مقبول تنفيذها على مسار محدد، فمثلا لو فرضنا أن هناك ملفاً يجب أن يعمل فقط داخل مجلد (C:\inetpub\wwwroot\cgi-bin).
إذن لو استخدمنا مساراً آخر يبدأ بهذا المسار:
```
"C:\inetpub\wwwroot\cgi-bin\..\..\..\Windows\System32\cmd.exe" 
```

بحيلة بسيطة كوضع علامات الرجوع للمجلد السابق (..) فإنه أمنياً يجب أن لا يعمل لأنه بهذا الشكل فإن المسار سيخرج عن المسار المحدد ويعمل خارج المجلد المطلوب.
لاحظ: استخدام النقطتين في المسارات تعني الرجوع للخلف، تستخدم كثيراً في السكربتات المكتوبة للعمل ضمن المحطات الطرفية كنظام دوس في الويندوز والشل في اللينكس واليونكس.

### اليونيكود
بعض الحروف تتخذ عدة أشكال لها في اليونيكود وتحديداً في ال صيغة التحويل الموحد-8 وقد يمثل وجود عدة اشكال لحرف واحد خطراً أو مشكلة على كل من التطبيق أو المستخدم، لذا عملية التوافق للحروف لشكل واحد فقط مطلوبة.

### محركات البحث وتحسين جودة المواقع لمحركات البحث SEO
الروابط هي أهم شيء يأتي في عقول هؤلاء المتخصصون في تحسين محركات البحث (سيو) لأنها هي الأساس وحلقة الوصل للمحتوى بين محرك البحث والباحث وصاحب الموقع، لذا وجود عدة أشكال لرابط واحد يسبب مشكلة لمحرك البحث - تحديداً في كيفية تحديد ماهو الرابط الذي سيظهر على أنه الرابط الأساسي في نتائج البحث.
هذه الروابط ماهي الا أشكال مختلفة لرابط واحد يؤدي لصفحة واحدة في النهاية :
- http://wikipedia.com
- http://www.wikipedia.com
- http://www.wikipedia.com/
- http://www.wikipedia.com/?source=asdf

ومحركات البحث تقوم بعملية توافق لتدل على أن هذه الروابط ماهي إلا رابط واحد في الحقيقة.

### XML
يتم عمل توافق للوسوم وبعض الأمور الأخرى مثل المسافات والرموز المختلفة ليظهر المحتوى بشكل واحد متطابق، مثلاً
لاحظ أن محتوى السطر الأول هو نفسه السطر الثاني بعد عمل معالجة الملف بشكل بسيط وإزالة المسافات الزائدة.